# Station Exloo
Station Exloo is een voormalig spoorwegstation in Exloo, aan de Spoorlijn Zwolle - Stadskanaal die is aangelegd door de Noordoosterlocaalspoorweg-Maatschappij (NOLS).
Het station van het NOLS-type halte werd in 1904 gebouwd, op 1 november 1905 geopend en op 5 november 1945 gesloten. Het heeft een laag puntdak met een dwarsstaande vleugel. Architect van het gebouw was Eduard Cuypers. In 1991 werd het vervallen station gerenoveerd. Daarbij werd de indeling gewijzigd. Het station van Exloo - een provinciaal monument - en die van de naburige dorpen Valthe en Weerdinge zijn de enige overgebleven stations van dit type.

## Zie ook

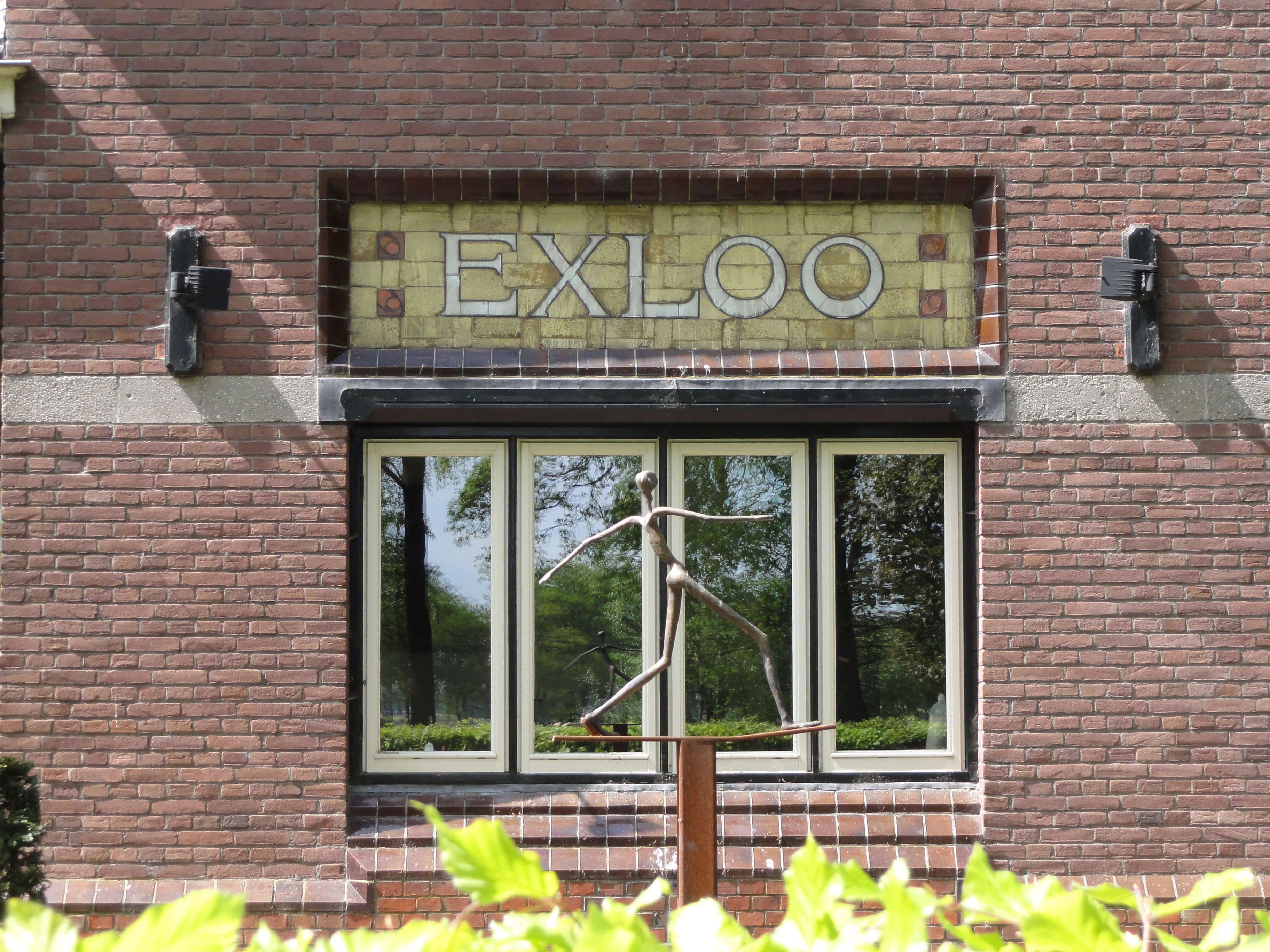
Halteplaats Exloo (detail)